# Höganäs
Höganäs é uma cidade sueca localizada na província histórica da Escânia.
Tem cerca de 14 000 habitantes, e é sede do município de Höganäs.
No final do século XVIII foi encontrado carvão na região, tendo a mineração começado em 1797. No ano seguinte foi construída uma estrada de ferro sobre trilhos de madeira para levar o carvão até o porto. Hoje em dia, a cidade é um importante centro industrial com destaque para as indústrias metalúrgicas e de cerâmica.

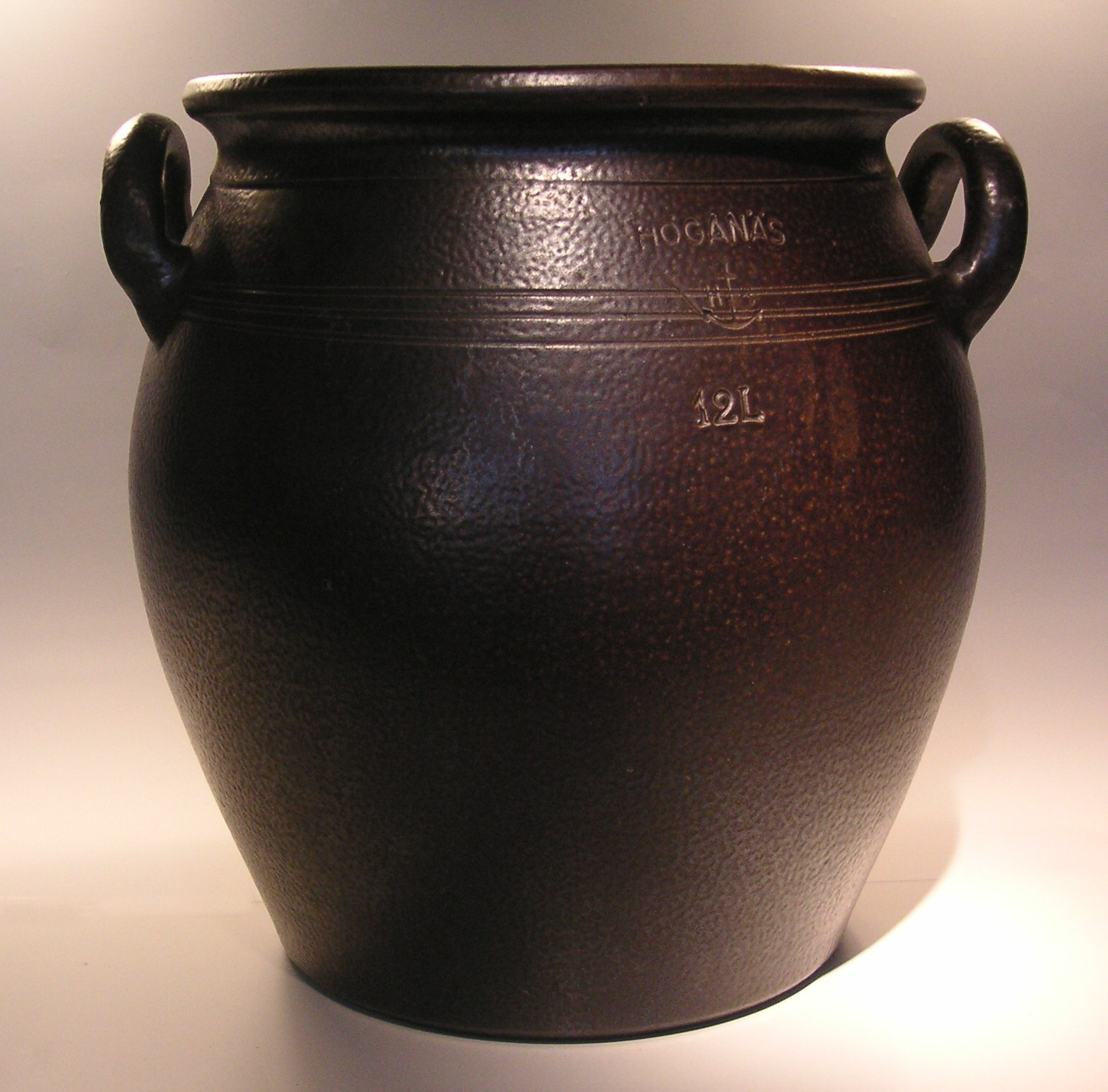
A famosa cerâmica de Höganäs.